# 밀렌코 세비치
밀렌코 세비치(세르비아어: Миленко Себић, Milenko Sebić, 1984년 12월 30일~)는 세르비아의 사격 선수로 주 종목은 소총이다. 2020년 하계 올림픽에서 남자 50m 소총 3자세 부문 동메달을 획득했으며 세계 선수권 대회에서 동메달 2개를 획득했다.